# Felix Braun

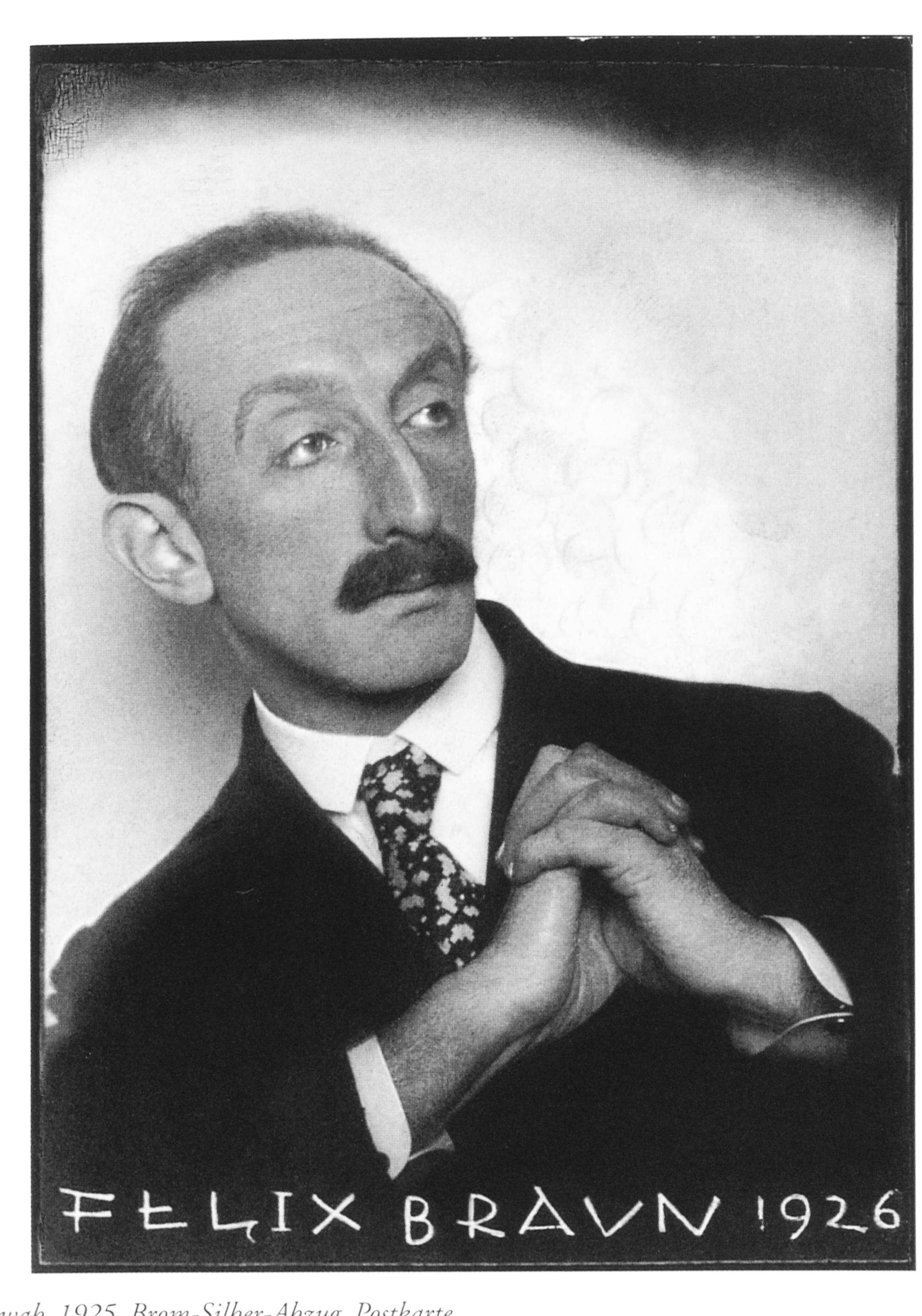
Anton Josef Trčka: Felix Braun (1926)

Felix Braun (geboren 4. November 1885 in Wien, Österreich-Ungarn; gestorben 29. November 1973 in Klosterneuburg, Niederösterreich) war ein österreichischer Schriftsteller, Dichter und Dramatiker.

## Leben
Felix Braun kam in Wien als Sohn von Karoline Braun (geb. Kohn, Wien, 11. August 1856) und des Buchhalters und nachmaligen Aufsichtsratspräsidenten der Ankerbrotfabrik Eduard Braun (19. August 1857 in Wien – 22. Februar 1935 ebenda) zur Welt und wurde in den jüdischen Geburtsbüchern registriert. Die Mutter starb am 25. März 1888 bei der Geburt seiner Schwester Käthe (diese wurde unter dem Ehenamen Braun-Prager ebenfalls Schriftstellerin). Der Vater heiratete am 5. Mai 1891 Laura Kohn (geb. 27. März 1861), die Schwester der verstorbenen Ehefrau. Aus der Ehe ging 1896 Robert Braun hervor.
Felix Braun studierte ab 1904 in Wien Kunstgeschichte, Philosophie, Archäologie und promovierte 1908.
Ab 1905 veröffentlichte er erste literarische Arbeiten in der Neuen Freien Presse, der Österreichischen Rundschau, der Neuen Rundschau und wurde 1910 Feuilletonredakteur der Berliner Nationalzeitung.
1912 heiratete er Hedwig Freund, von der er sich bereits 1915 scheiden ließ. 1917 trat Braun aus der jüdischen Gemeinde aus. Als Lektor im Verlag Georg Müller in München lernte er bedeutende Schriftsteller kennen, darunter Hans Carossa, Thomas Mann und Rainer Maria Rilke. Von 1928 bis 1938 war Braun Privatdozent für deutsche Literatur in Palermo und Padua. 1935 ließ er sich katholisch taufen. 1939 emigrierte er nach Großbritannien, wo er bis 1951 blieb und als Dozent Literatur und Kunstgeschichte lehrte. Nach Österreich zurückgekehrt, war Felix Braun als Dozent am Reinhardt-Seminar und an der Akademie für angewandte Kunst in Wien tätig. Seit 1954 war er Mitglied der Deutschen Akademie für Sprache und Dichtung.

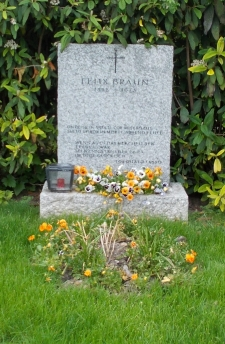
Grabstätte von Felix Braun

Felix Braun erhielt ein Ehrengrab auf dem Wiener Zentralfriedhof (Gruppe 32 C, Nummer 36). Im Jahr 1977 wurde in Wien-Döbling (19. Bezirk) die Felix-Braun-Gasse nach ihm benannt.

## Leistungen
Felix Braun war Sekretär von Hugo von Hofmannsthal und mit diesem befreundet. Er gehörte Anfang des 20. Jahrhunderts zu den jungen Dichtern Wiens und war mit zahlreichen Schriftstellern wie Stefan Zweig, Anton Wildgans oder Max Brod bekannt. Er war Neuromantiker, der verfeinerte, kultivierte Werke in allen Dichtungsgattungen verfasste. Die Themen seiner Werke kreisen um die Religion, die Antike und seine Heimat Österreich.
Felix Braun war Herausgeber einer Anthologie deutscher Lyrik, Der Tausendjährige Rosenstrauch, die seit 1937 in zahlreichen Auflagen erschien und eine der populärsten Sammlungen ihrer Art war. Er übersetzte zudem Thomas von Kempen und Johannes vom Kreuz.
Braun war infolge weitgestreuter Beziehungen bzw. Kontakte (bis 1970) im Besitz eines Konvoluts von über 1200 bedeutenden Autografen, die er letztwillig der Wiener Stadtbibliothek vermachte.

## Auszeichnungen und Ehrungen
- 1947 Literaturpreis der Stadt Wien
- 1951 Großer Österreichischer Staatspreis für Literatur
- 1955 Ehrenring der Stadt Wien
- 1955 Stiftermedaille des Bundesministeriums für Unterricht
- 1965 Grillparzer-Preis
- 1966 Österreichisches Ehrenzeichen für Wissenschaft und Kunst
- 1977 wurde in Wien-Döbling die Felix-Braun-Gasse nach ihm benannt.

## Werke
- Adalbert Stifter (Essay) in: ders.: Studien, Erster Band. Insel Verlag, Leipzig 1900, S. 5–54 (Digitalisat im Internet Archive)
- Gedichte. Haupt & Hammon-Verlag, Leipzig 1909 (Digitalisat im Internet Archive)
- Novellen und Legenden. 1910
- Der Schatten des Todes. Roman 1910
- Till Eulenspiegels Kaisertum. Eine Komödie in vier Akten. Erich Reiss Verlag, Berlin 1911 (Digitalisat im Internet Archive)
- Neues Leben. Gedichte 1912
- Verklärungen. Ausgewählte Aufsätze. Verlag des Volksbildungshauses Wiener Urania, Wien 1917 (Digitalisat im Internet Archive)
- Tantalos. Tragödie. Fünf Erscheinungen. Insel Verlag, Leipzig 1917 (Digitalisat im Internet Archive)
- Die Träume in Vineta. Legenden 1919
- Hyazinth und Ismene. Ein dramatisches Gedicht in fünf Aufzügen. Musarion Verlag, München 1919 (Digitalisat im Internet Archive)
- Das Haar der Berenike. Gedichte 1919
- Attila. Legende 1920
- Aktaion. Tragödie 1921
- Die Taten des Herakles. Roman 1921
- Wunderstunden. Erzählungen 1923
- Der unsichtbare Gast. Roman 1924, überarbeitet 1928
- Der Schneeregenbogen. 1925
- Das innere Leben. Gedichte 1926
- Deutsche Geister. Aufsätze 1925
- Die vergessene Mutter. Erzählungen 1925
- Esther. Schauspiel 1926
- Der Sohn des Himmels. Mysterium 1926
- Agnes Altkirchner. Roman 1927, überarbeitet 1965
- Zwei Erzählungen von Kindern. 1928
- Die Heilung der Kinder. Erzählungen 1929
- Laterna magica. Erzählungen und Legenden 1932
- Ein indisches Märchenspiel. 1935
- Ausgewählte Gedichte. 1936
- Kaiser Karl V.. Tragödie 1936
- Der Stachel in der Seele. Roman 1948
- Das Licht der Welt. Autobiographie 1949, überarbeitet 1962
- Die Tochter des Jairus. Drama 1950
- Briefe in das Jenseits. Erzählungen 1952
- Aischylos. Dialoge 1953
- Viola d’Amore. ausgewählte Gedichte aus den Jahren 1903–1953, 1953
- Das musische Land. Essays 1952, überarbeitet 1970
- Die Eisblume. Essays 1955
- Rudolf der Stifter. Drama 1955
- Joseph und Maria. Drama 1956
- Irina und der Zar. Drama 1956
- Orpheus. Tragödie 1956
- Unerbittbar bleibt Vergangenheit. Auswahl 1957
- Gespräch über Stifters Mappe meines Urgroßvaters. 1958
- Der Liebeshimmel. 1959
- Palermo und Monreale. 1960
- Imaginäre Gespräche. 1960
- Rede auf Max Mell. 1960
- Zeitgefährten, Begegnungen. 1963
- Die vier Winde. Weihnachtserzählung, 1964
- Schönes in Süditalien – Palermo. Essays 1965
- Anrufe des Geistes. Essays 1965
- Aufruf zur Tafel. Mysterium 1965
- Das weltliche Kloster. Erzählungen 1965
- Das Nelkenbeet. Gedichte 1914–1965 1965
- Frühe und späte Dramen 1909–1967. 1971

## Als Herausgeber
- Beethoven im Gespräch. Insel Verlag, Österreichische Bibliothek 9 (1915), Insel-Bücherei 346/2 (1952); Bergland, Wien, 1971
- Schubert im Freundeskreis. Ein Lebensbild. Insel Verlag, ÖB 26 (1917), IB 168/2 (1925)
- Audienzen bei Kaiser Joseph. Insel Verlag, ÖB 5 (1915)
- Novalis, Fragmente. Auswahl von Felix Braun, IB 257 (1919)
- Jean Jacques Rousseau: Julie oder Die neue Heloise. Kiepenheuer, Potsdam 1920 & dsb., Leipzig 1980; wieder Weltbild Verlag, Augsburg 2005[4]
- Bettina von Arnim. Das Liebestagebuch, Rikola, 1921
- Adalbert Stifters Briefe. Insel Verlag, ÖB 22 (1917), IB 207
- Beethoven Intimo. Cappelli, Bologna, 1927
- Der Tausendjährige Rosenstrauch. Herbert Reichner, Wien, 1937 (anonym erschienen und ohne jüdische Autoren)
- Der Tausendjährige Rosenstrauch. neue Fassung, 1949, 1953, 1958, 1973 (letzte Fassung) Zsolnay, Wien
- Der Tausendjährige Rosenstrauch. Taschenbuch, Heyne, München, erste Ausgabe 1977 Ex Libris
- Der Tausendjährige Rosenstrauch. (Mitherausgeberin Tatjana Popovic), Taschenbuch, Diana/Heyne, 2002
- Die Lyra des Orpheus. Lyrik der Völker, Zsolnay, 1952 und Heyne, 1978
- Du und Ich. Seltsame Liebesgeschichten, Amandus, 1953
- Das Buch der Mütter. zus. mit Käthe Braun-Prager, Zsolnay, 1955
- Ruhe in der Ferne. Prosa von Käthe Braun-Prager, Österr. Verlagsanstalt 1972

## Übersetzungen
- Thomas von Kempen: Die Nachfolge Christi 1935 und 1949
- Thomas von Kempen: Das Rosengärtlein Geistliche Lieder, Styria, 1937
- Bruder Lorenz: Im Angesicht Gottes. Aufzeichn. Walter, Olten 1951
- Johannes vom Kreuz: Die dunkle Nacht der Seele. Otto Müller, 1952
- Gastgeschenke, Nachdichtungen, Stifterbibliothek, 1972